# Диантимонид платины
Диантимонид платины — бинарное неорганическое соединение
платины и сурьмы
с формулой PtSb2,
светло-серые кристаллы.

## Получение
- В природе встречается минерал геверсит — PtSb2 с примесями [1].

- Нагревание чистых веществ в вакууме:

{\displaystyle {\mathsf {Pt+2Sb\ {\xrightarrow {1045^{o}C}}\ PtSb_{2}}}}

## Физические свойства
Диантимонид платины образует светло-серые кристаллы
кубической сингонии,
пространственная группа P a3,
параметры ячейки a = 0,64400 нм, Z = 4.
Является полупроводником.